# Cymbospondylus
Cymbospondylus  ist eine Ichthyosauriergattung, dessen Fossilien aus der späten Untertrias bis zum Ende der Mitteltrias stammen. Mit einer Länge von bis zu 17 Metern gehörte die Gattung nach Shonisaurus sikanniensis zu den größten Ichthyosauriern.

## Entdeckungsgeschichte
Cymbospondylus wurde durch gesammeltes Material aus Nevada im Jahr 1868 von Joseph Leidy beschrieben. Die ersten vollständigen Fossilien wurden aber erst Anfang des 20. Jahrhunderts von Annie Alexander in Schichten der Mitteltrias in Nevada gefunden. Aus der gleichen Zeit wurden später Fossilien auf Spitzbergen und in Europa ausgegraben. Aus dem Obertrias stammen zwei Schädel aus Guizhou in China, die 2002 als Cymbospondylus asiaticus beschrieben wurden. Ein relativ gut erhaltener, 2 Meter langer Schädel aus Nevada wurde 2021 als Cymbospondylus youngorum beschrieben. Für das vollständige Tier wird eine Gesamtlänge von 17 m angenommen. Früher zu den Shastasauria gestellt, gilt Cymbospondylus heute als basaler Ichthyosaurier.

## Merkmale
Cymbospondylus hatte einen schlanken, eine Länge von sechs bis zehn Metern erreichenden Körper, der kleine Schädel wurde bei den meisten Arten maximal einen Meter lang. Nur Cymbospondylus youngorum war deutlich größer, mit einem Schädel von 2 Metern Länge.
Die Augenhöhlen von Cymbospondylus sind die relativ zur Körpergröße kleinsten bei einem Ichthyosaurier gefundenen, was bedeutet, dass er auch die relativ kleinsten Augen hatte. Der Unterkiefer war nur im Vorderteil bezahnt. Die Zahnbefestigung war thecodont (d. h., sie saßen in einer Kieferhöhlung (Zahnfach)). Eine Rückenflosse war nicht vorhanden oder nur niedrig. Zuerst nahm man an, dass Cymbospondylus im Unterschied zu meisten übrigen Ichthyosauriern auch keine Schwanzflosse hatte. Später wurde von Jennifer Hogler eine kleine Schwanzflosse nachgewiesen. Die Flossen von Cymbospondylus waren kurz.

## Literatur

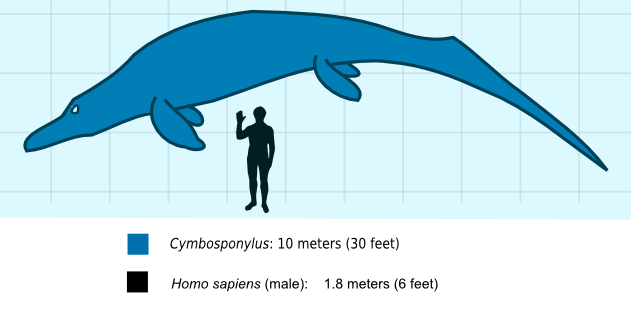
Größenvergleich